# Майска революция
Майската революция (на испански: Revolución de Mayo) е държавен преврат във Вицекралство Рио де ла Плата, проведен между 18 и 25 май 1810 година в Буенос Айрес и поставил началото на процеса, довел до създаването на няколко независими държави в южната част на Южна Америка.
Майската революция е пряко следствие от Полуостровната война. През 1808 година кралят на Испания Фернандо VII е принуден да абдикира в полза на френския император Наполеон I, който поставя на испанския трон своя брат Жозеф Бонапарт. В страната възниква масова съпротива срещу французите, но през февруари 1810 година тя е окончателно унищожена.
Новините за тези събития достигат до Буенос Айрес на 18 май. На 22 май е проведено събрание на местния политически и военен елит, което обявява испанското правителство за нелегитимно и съставя ново правителство на Вицекралство Рио де ла Плата, станало известно като Първа хунта и което трябва да управлява от името на сваления крал Фернандо VII. Първоначално за негов председател е обявен дотогавашния вицекрал Балтасар Идалго де Сиснерос, но на 25 май той е отстранен в резултат на масово недоволство. Тези събития поставят началото на гражданска война във Вицекралството между привърженици и противници на Първата хунта, прераснала в Аржентинската война за независимост.
|  | Тази страница частично или изцяло представлява превод на страницата May Revolution в Уикипедия на английски. Оригиналният текст, както и този превод, са защитени от Лиценза „Криейтив Комънс – Признание – Споделяне на споделеното“, а за съдържание, създадено преди юни 2009 година – от Лиценза за свободна документация на ГНУ. Прегледайте историята на редакциите на оригиналната страница, както и на преводната страница, за да видите списъка на съавторите. ВАЖНО: Този шаблон се отнася единствено до авторските права върху съдържанието на статията. Добавянето му не отменя изискването да се посочват конкретни източници на твърденията, които да бъдат благонадеждни. |